# Liste du patrimoine mondial aux Émirats arabes unis
Cet article recense les sites inscrits au patrimoine mondial aux Émirats arabes unis.

## Statistiques
Les Émirats arabes unis ratifient la Convention pour la protection du patrimoine mondial, culturel et naturel le 11 mai 2001.
En 2025, les Émirats comptent 2 sites inscrits au patrimoine mondial, de type culturel.
Le pays a également soumis 8 sites à la liste indicative, 6 culturels et 2 naturels.

## Listes

### Patrimoine mondial
Les sites suivants sont inscrits au patrimoine mondial.
| Id.  | Bien                                                                 | Émirat    | Année | Superficie (ha) | Critères et notes          | Coordonnées                  | Illus. |
| ---- | -------------------------------------------------------------------- | --------- | ----- | --------------- | -------------------------- | ---------------------------- | ------ |
| 1343 | Sites culturels d'Al Ain (Hafit, Hili, Bidaa Bint Saud et les oasis) | Abou Dabi | 2011  | 4 945           | Culturel, (iii), (iv), (v) | 24° 04′ 05″ N, 55° 48′ 22″ E |        |
| 1735 | Paléo-paysage de Faya                                                | Charjah   | 2025  | 29,085          | Culturel, (iii), (iv)      | 25° 04′ 58″ N, 55° 48′ 24″ E |        |

### Liste indicative
Les sites suivants sont inscrits sur la liste indicative.
| Site                                                             | Émirat          | Type                  | Date | Superficie (ha) | Lien | Notes | Coordonnées                           | Illus. |
| ---------------------------------------------------------------- | --------------- | --------------------- | ---- | --------------- | ---- | ----- | ------------------------------------- | ------ |
| Charjah : la porte vers les États de la Trêve                    | Charjah         | Culturel (v)          | 2014 |                 | 5941 |       | 25° 21′ 27″ nord, 55° 23′ 31″ est     |        |
| Colonie et cimetière de l'île d'Umm an-Nar                       | Abou Dabi       | Culturel (ii)(iii)    | 2012 |                 | 5660 |       | 24° 26′ 24″ nord, 54° 30′ 50″ est     |        |
| Khor Dubaï                                                       | Dubaï           | Culturel (ii)(iii)(v) | 2012 |                 | 5662 |       | 25° 15′ 54″ nord, 55° 18′ 00″ est     |        |
| Le paysage culturel de la région Centrale de l'émirat de Charjah | Charjah         | Culturel (iii)(iv)    | 2018 |                 | 6311 |       |                                       |        |
| Mosquée d'Al Badiyah                                             | Fujaïrah        | Culturel (iii)        | 2012 |                 | 5665 |       | 25° 26′ 20″ nord, 56° 21′ 14″ est     |        |
| Sebkha d'Abu Dhabi                                               | Abou Dabi       | Naturel (viii)        | 2018 |                 | 6352 |       | 24° 09′ 39,2″ nord, 54° 18′ 17,4″ est |        |
| Sir Abu Nu’ayr                                                   | Charjah         | Naturel (ix)(x)       | 2012 |                 | 5661 |       | 25° 13′ 08″ nord, 54° 14′ 13″ est     |        |
| Site d'ed-Dur                                                    | Oumm al Qaïwaïn | Culturel (iii)        | 2012 |                 | 5663 |       |                                       |        |